# Óscar Plano
Óscar Plano Pedreño (ur. 13 kwietnia 1988 w Madrycie) – hiszpański piłkarz grający na pozycji napastnika w Realu Valladolid.

## Statystyki klubowe
| Sezon   | Klub                 | Kraj      | Liga               | Mecze | Bramki |
| ------- | -------------------- | --------- | ------------------ | ----- | ------ |
| 2010/11 | Real Madryt Castilla | Hiszpania | Segunda División B | 3     | 1      |
| 2011/12 | Real Madryt Castilla | Hiszpania | Segunda División B | 21    | 2      |
| 2012/13 | Real Madryt Castilla | Hiszpania | Segunda División   | 37    | 4      |
| 2013/14 | Real Madryt Castilla | Hiszpania | Segunda División   | 3     | 0      |
| 2013/14 | AD Alcorcón          | Hiszpania | Segunda División   | 29    | 4      |
| 2014/15 | AD Alcorcón          | Hiszpania | Segunda División   | 32    | 4      |
| 2015/16 | AD Alcorcón          | Hiszpania | Segunda División   | 41    | 8      |
| 2016/17 | AD Alcorcón          | Hiszpania | Segunda División   | 38    | 3      |
| 2017/18 | Real Valladolid      | Hiszpania | Segunda División   | 40    | 4      |
| 2018/19 | Real Valladolid      | Hiszpania | Primera División   | 33    | 3      |

Stan na: 17 maja 2019 r.